# Poa conglomerata
Poa conglomerata là một loài thực vật có hoa trong họ Hòa thảo. Loài này được Rupr. ex Peyr. miêu tả khoa học đầu tiên năm 1859.